# Andreas Laudrup
Andreas Retz Laudrup (Barcelona, 10 november 1990) is een Deens voormalig voetballer die bij voorkeur als vleugelaanvaller speelde. Hij stopte in mei 2015 op 24-jarige leeftijd noodgedwongen met voetbal vanwege artritis. Laudrup is een zoon van Michael Laudrup.

## Carrière
Toen Laudrup speelde voor de jeugd van Real Madrid, was hij een van de bepalende spelers. Hij werd als veelbelovend gezien door de staf van Real én de Deense jeugdteams. Hij koos ervoor om in Madrid alleen Andreas genoemd te worden, zonder de achternaam Laudrup.
Toen zijn vader ervoor koos om Getafe CF te verlaten voor een baan bij Spartak Moskou, vertrok Andreas ook uit Spanje, om bij Lyngby BK te gaan voetballen. Vandaaruit vertrok hij naar FC Nordsjaelland. Daar werd hij een van de bepalende spelers en hij hielp dhij e club aan een kampioenschap.
Op 9 januari 2013 vertrok de Deen naar AS Saint-Etienne, dat hem voor zes maanden huurde van Nordsjaelland. De Fransen dwongen ook een optie tot koop af. In de zomer van 2013 keerde Laudrup terug.

## Privé
Andreas en zijn oudere halfbroer Mads Laudrup gingen net als hun vader Michael Laudrup het professionele voetbal in. Hun oom is oud-international van Denemarken Brian Laudrup en de grootvader van Andreas en Mads is Finn Laudrup, ook oud-profvoetballer en -international. Nicolai Laudrup, zoon van Brian, is ook profvoetballer.

## Erelijst
FC Nordsjælland
- Deens landskampioen

2012